# ニューイングランド音楽院
ニューイングランド音楽院（英語: New England Conservatory of Music）は、マサチューセッツ州ボストン市に本部を置くアメリカ合衆国の私立大学。1867年創立、1867年大学設置。大学の略称はNEC。
音楽大学としては最難関でありアメリカ国内最古の音楽教育施設である。クラシックの他にジャズも盛んであり、リディアン・クロマティック・コンセプトなどを提唱した大学でもある。

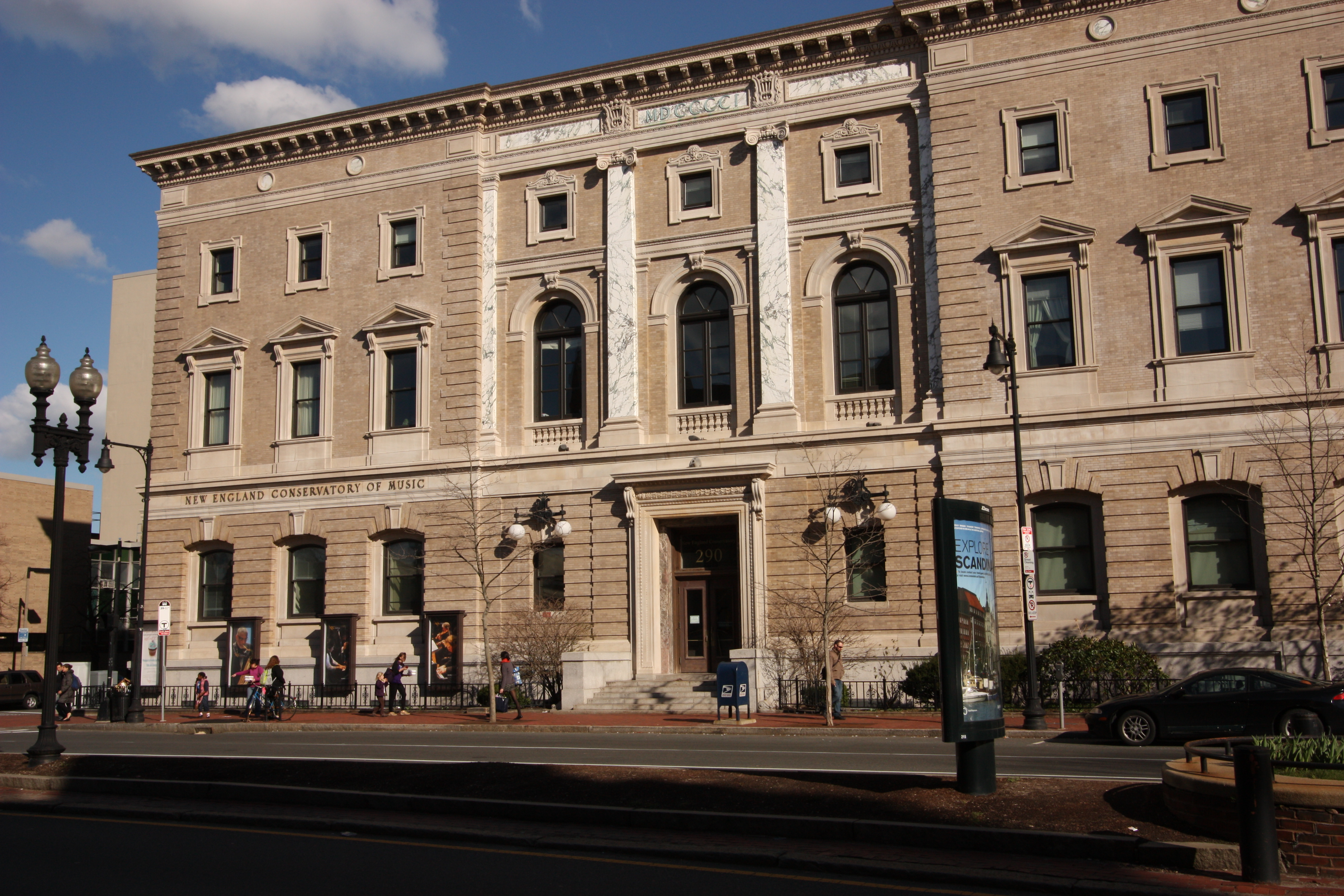
ニューイングランド音楽院

## 概要
1867年、当時のヨーロッパの音楽大学を参考にEben Tourjeeによって設立された。
今日では充実した弦楽学科とジョーダン・ホールの音響の良さによって知られ、750人の学生と大学院生が在籍している。
入学は主にライブ・オーディションによって決められる。2005年には968人の応募者から292人の学生が入学を認められた（合格率30.2％）。
弦楽、ジャズ、および室内楽が有名で、ピアノ学部は、最近国際的にも注目されている。
同大学は、合衆国で唯一「アメリカ合衆国国定歴史建造物」に指定された音楽学校である。ジョーダン・ホールでは毎年600回を超えるコンサートが催され、ニューイングランド地域の重要な文化発信地となっている。

## 主な学課
- 弦楽
- 木管楽器
- 金管楽器
- 打楽器
- ピアノ
- 声楽
- 作・編曲
- ジャズ演奏
- 指揮
- 音楽学
- 古典
- 現代即興演奏

## 著名な出身者

### 日本人出身者
- 安部正義 - 作曲家、宗教音楽家
- 大澤壽人 - 作曲家
- 佐藤功太郎 - 指揮者、元芸大教授
- 金聖響 - 指揮者
- 大植英次 - 指揮者（大阪センチュリー管弦楽団監督）
- 杉野裕 - バイオリン奏者
- 伊藤奏子 - バイオリン奏者（ジュネーヴ国際コンクール入賞者）
- 田中雅仁 - ファゴット奏者
- 松野弘明 - バイオリン奏者、新日フィルコンサートマスター
- 岡本ツネノリ - 作曲家、都留文科大学教授（音楽の友社刊行の人名辞典の音楽年鑑に記載のある音楽作曲家）
- 小藤隆志 - 作曲家、入野賞受賞者（音楽の友社の人名辞典の音楽年鑑に掲載がある音楽作曲家）
- 清水健作 - 作曲家、新潟大学教授
- 高木サラ - ピアニスト、米国大学教授
- 田中理恵子 - ピアニスト（マサチューセッツ大学教授）
- 西川加奈子 - ピアニスト、米国大学教授
- 小宮瑞代 - 琴奏者、野坂流の師範（野坂流の野坂恵子の実の娘）
- 中村明一 - 尺八奏者
- 中村卓也 - ジャズトランペット奏者
- 林佑子 - 日本を代表するオルガン奏者（ニューイングランド音楽院教授、フェリス女学院大学教授）
- アンドリュー・コウジ・テイラー - バイオリン奏者
- 本宿宏明 - フルート奏者、バークレー音楽院教授
- 後藤英 - 作曲家、東京藝術大学准教授
- 熊谷駿 - ジャズサックス奏者、作曲家